# José Gabriel Brochero
San José Gabriel del Rosario Brochero (Villa Santa Rosa, 16 de marzo de 1840 - Villa del Tránsito, 26 de enero de 1914) fue un presbítero católico argentino, llamado popularmente el cura gaucho.
El 4 de noviembre de 1866 fue ordenado sacerdote. Primero desempeñó su ministerio sacerdotal en la catedral de Córdoba y fue prefecto de estudios del colegio seminario Nuestra Señora de Loreto. Ya en 1867, Brochero se destacó por su entrega en la asistencia de los enfermos y moribundos de la epidemia de cólera que azotó a la ciudad de Córdoba. El 19 de noviembre de 1869 fue elegido vicario del departamento San Alberto, conocido hoy como el valle de Traslasierra, con sede en la localidad de Villa del Tránsito que a partir de 1916 llevaría su nombre. El valle de Traslasierra contaba entonces con unos 10 mil habitantes. El 24 de diciembre de 1869 partió de la ciudad de Córdoba para hacerse cargo del curato. Allí, asumió como propias las necesidades de la gente. Con sus manos construyó iglesias y capillas, levantó escuelas y abrió caminos entre las montañas, animando a los pobladores a acompañarlo. En su vejez el padre Brochero enfermó de lepra como resultado de convivir con enfermos que padecían esa enfermedad, compartiendo inclusive el mate con ellos. Por esa razón quedó sordo y ciego antes de morir, en 1914.
El proceso de canonización se inició en la década de 1960. Brochero fue declarado venerable por el papa Juan Pablo II en 2004, y beatificado en una ceremonia presidida por el cardenal Angelo Amato en la pequeña localidad cordobesa de Villa Cura Brochero el 14 de septiembre de 2013, durante el pontificado del papa Francisco. Fue canonizado el 16 de octubre de 2016, en una celebración presidida por el propio Francisco.

La gracia de Dios es como la lluvia, que a todos moja.
Cura Brochero

## Biografía

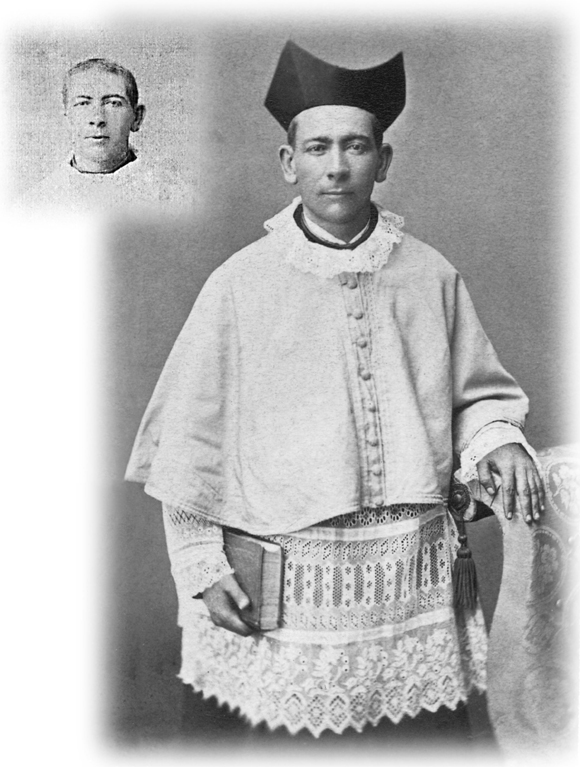
El cura Brochero, en sus primeros años de sacerdocio

### Primeros años
José Gabriel Brochero nació el 16 de marzo de 1840 en Carreta Quemada, un pequeño paraje ubicado entre  Villa Santa Rosa  cabecera del departamento Río Primero y Las Gramillas, en la provincia de Córdoba. Fue bautizado al día siguiente en la primera capilla de Villa Santa Rosa, hoy plaza General Paz. Sus padres fueron Ignacio Brochero y Petrona Dávila. José Gabriel fue el cuarto de diez hermanos; dos de sus hermanas fueron religiosas del Huerto. 
El 5 de marzo de 1856 ingresó al Seminario de Nuestra Señora de Loreto.

Muchas veces le he oído contar [a Brochero] que la constante preocupación de su juventud fue el sacerdocio [...] No sabía qué vocación seguir: la laical o la sacerdotal [...] Su espíritu fluctuaba y su corazón sufría con esta indecisión. Un día, dominado por esta preocupación, asistió a un sermón en que se bosquejaron las exigencias y sacrificios de una y otra [...] y apenas concluyó de escucharlo, la duda ya no atormentaba su alma, y ser sacerdote era para él una resolución inquebrantable.
Ramón José Cárcano, José Gabriel Brochero.
En: Periódico Los Principios, Córdoba, 30 de enero de 1916

En 1858 concurrió a la Universidad Nacional Mayor de San Carlos en donde conoció al futuro presidente Miguel Juárez Celman con el que inició una amistad que perduraría a lo largo de sus vidas. Otro admirador suyo y primer historiador, Ramón José Cárcano, lo describió en aquella época:

Con sus cualidades supo despertar la estimación de sus profesores y condiscípulos, entre los cuales se hallaban jóvenes que más tarde han adquirido una elevada posición política y social, como el doctor Juárez Celman —gobernador de Córdoba y presidente de la República—, Tristán Achával Rodríguez, Genaro Figueroa, Miguel M. Nougués y otros, quienes fueron después sus más sinceros admiradores y favorecedores en sus obras de celo.

El 16 de julio de 1862 Brochero recibió la tonsura clerical y cuatro órdenes menores. Se ordenó subdiácono el 26 de mayo de 1866, y diácono el 21 de septiembre del mismo año. Antes, el 26 de agosto de 1866, se constituyó miembro de la Tercera Orden domínica secular.

### Ordenación sacerdotal y epidemia de cólera
Brochero fue ordenado presbítero el 4 de noviembre de 1866, a los 26 años por el obispo José Vicente Ramírez de Arellano. El 10 de diciembre del mismo año ofició su primera misa. Comenzó a desempeñarse como teniente-cura de la iglesia catedral.
En 1867, Brochero colaboró en el socorro de los enfermos y moribundos de la epidemia de cólera que azotó a la ciudad de Córdoba y que segó más de 4000 vidas en poco tiempo. La epidemia generó fuertes conflictos y tensiones tanto hacia dentro del Estado, como en su relación con la élite médica y la Iglesia católica, una de las pocas instituciones con cierto grado de estructuración que puso sus recursos humanos y su mobiliario al servicio de los enfermos.

Brochero abandonó el hogar donde apenas había entrado, para dedicarse al servicio de la humanidad doliente, y en la población y en la campaña se le veía correr de enfermo en enfermo, ofreciendo al moribundo el religioso consuelo, recogiendo su última palabra y cubriendo la miseria de sus deudos. Este ha sido uno de los períodos más ejemplares, más peligrosos, más fatigantes y heroicos de su vida.
De un testigo del flagelo, recopilado por Néstor Alfredo Noriega

Siendo prefecto de estudios del Seminario Mayor, obtuvo el título de maestro en filosofía por la Universidad de Córdoba, el 12 de noviembre de 1869.

### El curato de San Alberto

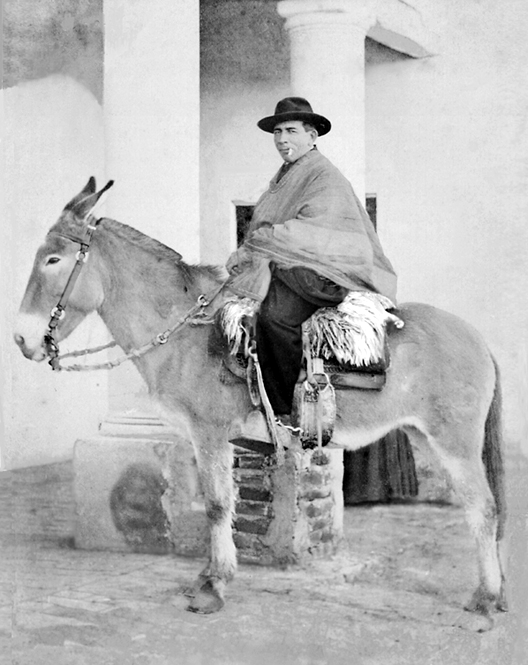
El cura Brochero montado en su mula «Malacara», con la que recorría el curato de San Alberto, actualmente conocido como el valle de Traslasierra, que abarcaba 4 336 kilómetros cuadrados de valles y serranías.

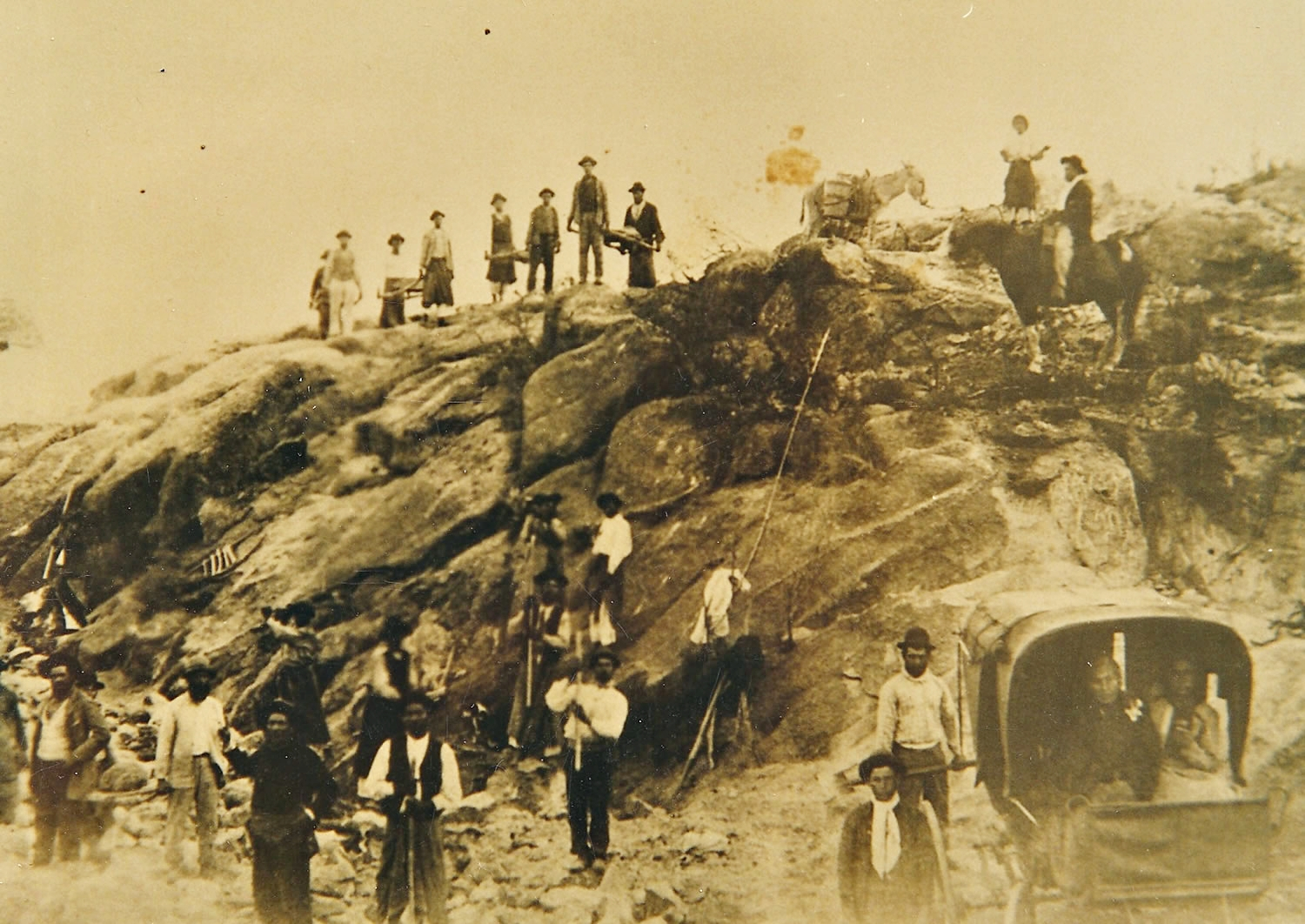
El cura Brochero y un grupo de personas trabajando en la construcción de un camino en Traslasierra.

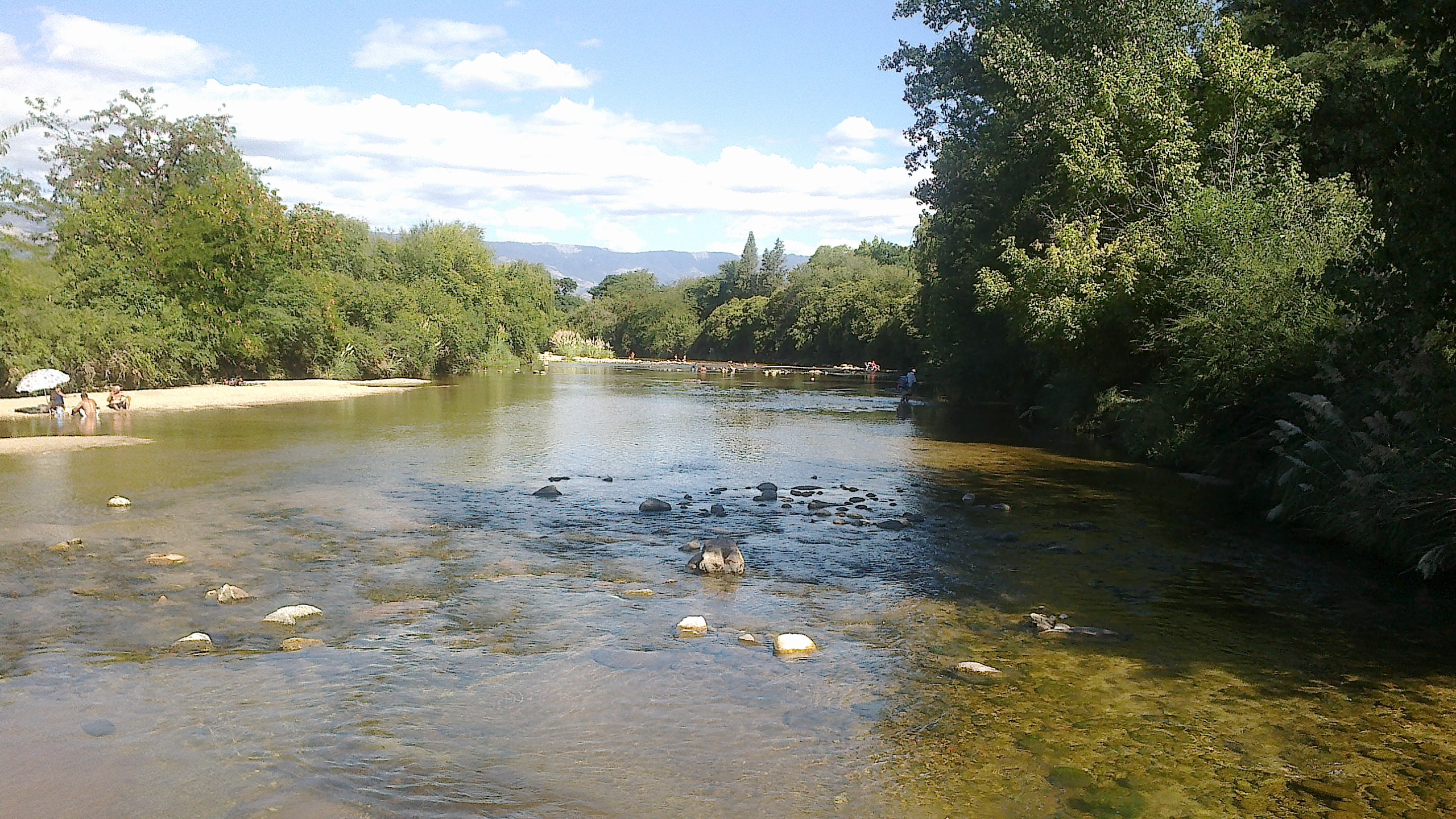
Vista del río Panaholma. El cura Brochero logró, con la construcción de un acueducto, la llegada del agua del río a la población que hoy lleva su nombre.

El 18 de noviembre de 1869, José Gabriel Brochero fue designado cura del curato de San Alberto, actualmente conocido como el valle de Traslasierra, de tamaño inmenso: 4 336 kilómetros cuadrados de valles y serranías, entonces indómitas y casi desiertas, infestadas de salteadores y prófugos de la justicia. Sus poco más de 10 000 habitantes vivían dispersos, con un grado de indigencia material lamentable, sin caminos y sin escuelas, incomunicados por las Sierras Grandes de más de 2 000 metros de altura.
El 24 de diciembre de 1869 partió de la ciudad de Córdoba para hacerse cargo del curato que insumiría prácticamente el resto de su vida. Brochero llegó a San Pedro, la cabecera departamental, luego de tres días de viaje en mula a través las sierras. Transcurrido un tiempo y por voluntad propia, se instaló definitivamente en la localidad de Villa del Tránsito.
Como marco de su misión, edificó la «Casa de Ejercicios Espirituales de Traslasierra», que inauguró en 1877. En 1880, bendijo el flamante «Colegio para Niñas», que el propio Brochero confió a las Hermanas Esclavas del Corazón de Jesús (Ancillae Sacri Cordis Iesu). Esas dos primeras construcciones le generaron numerosas fatigas.

Alrededor de su figura se adensó su fama abrojada con ingenuas salidas conversadoras y con sus continuas pedigueñadas para lograr algo más para los habitantes de su curato. Así era complaciente de escribir a su ex-condiscípulo el doctor Miguel Juárez Celman solicitándole alguna obra benéfica para su pueblo y exclamando entre confianzudo y serio para ganar el ánimo de su interlocutor epistolar: «... Haz una gauchada, caramba...». Bien sabía la marca liberal del gobernante, causante de espanto en toda la clerecía de Córdoba, pero así lograba lo que él deseaba para su pueblo, consiguiendo que hasta el propio mandatario, en 1883, afrontara las incomodidades de un viaje a estas regiones, para que pudiera palpar con sus propias manos las miserias, para que pudiera ver con sus propios ojos lo que era necesario hacer.
Efraín U. Bischoff

Organizó a los pobladores de esa región, entonces muy apartada, construyendo con los vecinos el llamado camino de las altas cumbres, incluyendo interesantes puentes de piedra, que al cabo de 200 km unió la población de Villa del Tránsito (actual Villa Cura Brochero) con la ciudad de Córdoba. Sus gestiones hicieron posible la apertura de caminos, acequias, diques, una estafeta postal y un telégrafo. Entre otras obras fundó escuelas y logró, con la construcción de un acueducto, la llegada del agua al pueblo desde el río Panaholma.

[Brochero] Es un hombre de carne y huesos: dice misa, confiesa, ayuda a bien morir, bautiza, consagra la unión matrimonial, etc. Y sin embargo es una excepción: practica el Evangelio. ¿Falta un carpintero? Es carpintero. ¿Falta un peón? Es un peón. Se arremanga la sotana en donde quiera, toma la pala o la azada y abre un camino público en 15 días, ayudado por sus feligreses. ¿Falta todo? ¡Pues él es todo! y lo hace todo con la sonrisa en los labios y la satisfacción en el alma, para mayor gloria de Dios y beneficio de los hombres, y todo sale bien hecho porque es hecho a conciencia. Y no ha hecho solamente caminos públicos: Ha hecho también una buena Iglesia. Ha hecho, además, un gran colegio... ¡y todo sin subsidio de la provincia, sin erogación por parte de los miembros de la localidad! ¡Lo ha hecho todo con sus propias garras! ¿Milagro? No. La cosa es muy sencilla. Es cuestión de honradez y voluntad. En otros términos: es cuestión de haber tomado el apostolado en serio, como lo ha tomado el cura Brochero.
Pasaje de un artículo periodístico cordobés de 1887,
recopilado por la Lic. Liliana De Denaro

También bregó para que se extendiera el ramal ferroviario desde Villa Mercedes hasta Cruz del Eje, aunque no obtuvo el mismo éxito para que se trazara un ferrocarril desde la ciudad de Córdoba directamente hasta Villa del Tránsito. En cualquier caso, la calidad de su ministerio espiritual en el curato de San Alberto fue bien conocida.

Austero, duro y sufrido, ahí andaba Brochero, con la mula malacara los primeros años y con un caballo también malacara después. Imparable. Como cuando se tiró con la mula al río desbocadamente crecido para ir a auxiliar espiritualmente a un moribundo. O como esa otra vez en que estaba muy llagado en las nalgas y ante un pedido parecido se hizo atar al recado «para no aflojar» y poder llegar. O como la vez que salió a buscar al bandido «Gaucho Seco» y se lo trajo con otros forajidos a la Casa de Ejercicios, de donde salieron como mansos corderos. Lo mismo intentó hacer con el temible Santos Guayama, que asolaba el valle, quien al conocerlo en el monte le prometió ir con trescientos hombres. Pero no pudo ser, porque antes Guayama fue capturado y fusilado. Esa fue una de sus dos grandes frustraciones. La otra fue no conseguir que a la zona se llevara el ferrocarril, por el que bregó toda su vida.
Roque Sanguinetti

Según el obispo de Cruz del Eje y titular de la Causa de los Santos del Episcopado argentino, monseñor Santiago Olivera, Brochero «se adelantó a los tiempos y supo pensar la realidad, porque la promoción humana y la evangelización que proponemos hoy no estaban tan claras en su tiempo». En el concepto de Efraín U. Bischoff, «la perduración de su obra es innegable».

### Sus últimos años de vida

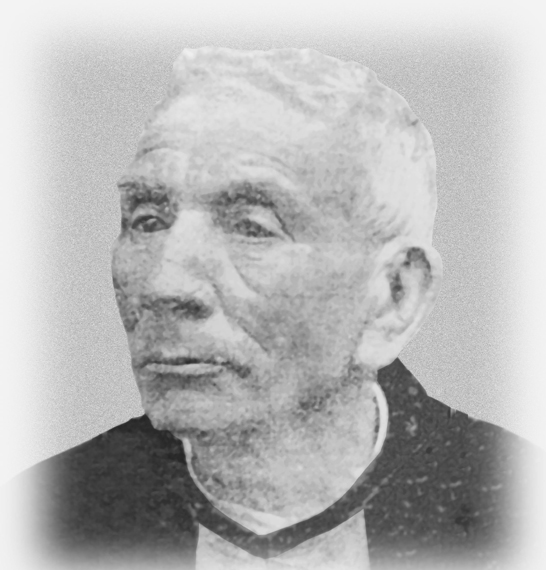
El cura Brochero en su ancianidad, cuando se vio afectado por la lepra.

Con su salud quebrantada, el 24 de abril de 1898 aceptó la canonjía efectiva en la catedral de Córdoba que le ofreció el obispo de Córdoba, fray Reginaldo Toro, para que se repusiera. Así, luego de casi 30 años de ejercicio como párroco en las sierras cordobesas, entregó el curato del Tránsito el 30 de mayo. La colación de la canonjía en la catedral de Córdoba tuvo lugar el 12 de agosto. Pero el 25 de agosto de 1902 fue nombrado nuevamente cura del Tránsito, y el 3 de octubre de ese año se hizo cargo de su parroquia otra vez, previa renuncia a la canonjía.

Dicen que al despedirse de sus ilustrísimos colegas, quitose rápido la muceta, como si le molestara, y la entregó con gracia, diciendo: «Este apero no es para mi lomo». Y según otro testimonio, habría luego añadido: «Ni esta mula para este corral».

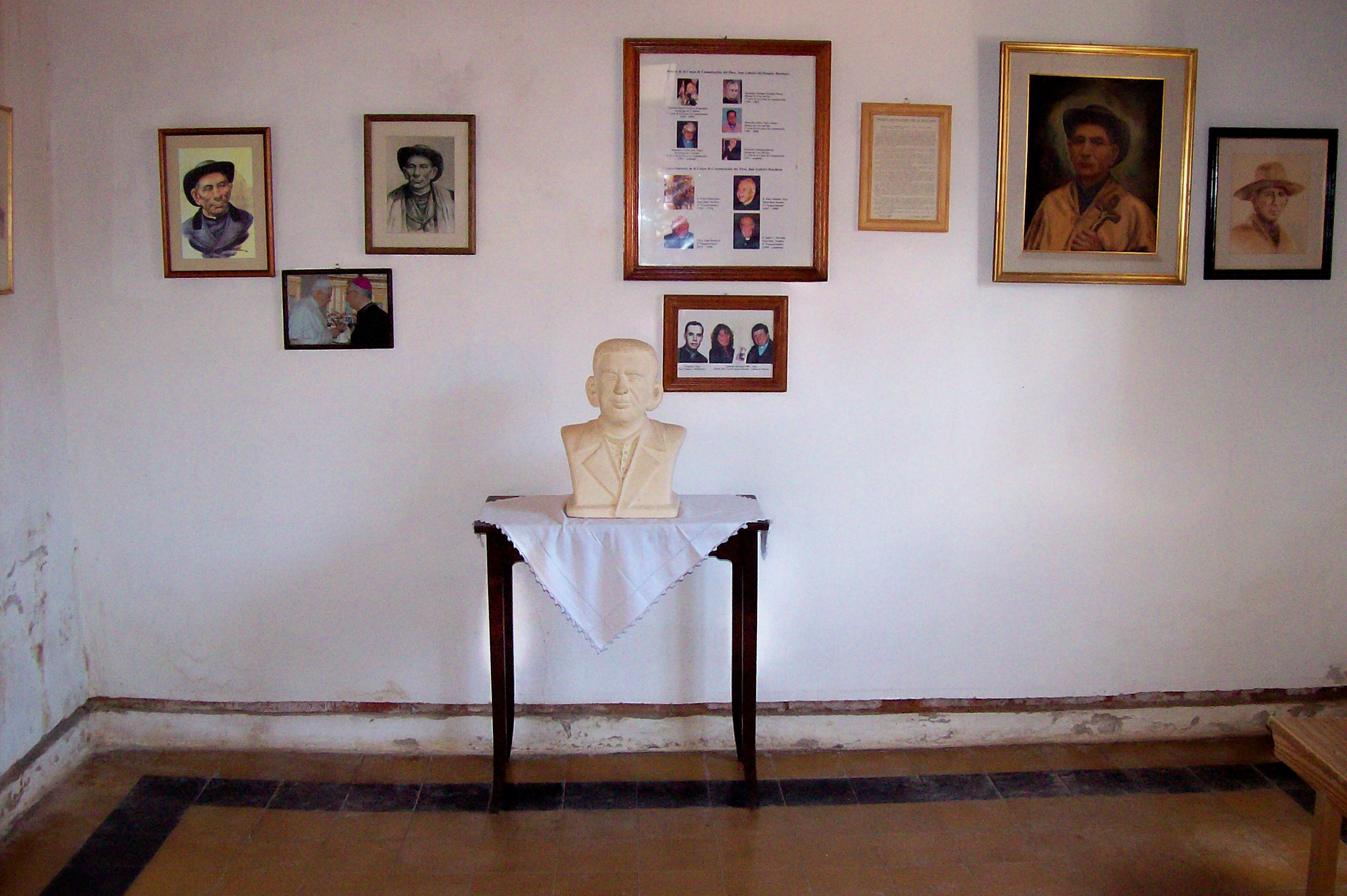
Habitación en la que murió el cura Brochero, hoy transformada en museo en su memoria. Se observan imágenes y un busto que lo representa.

En su vejez el cura Brochero enfermó de lepra, como consecuencia de convivir con enfermos que padecían este mal, compartiendo inclusive el mate con ellos. Esta dolencia, también conocida como enfermedad de Hansen, lo dejó sordo y prácticamente ciego. El 5 de febrero de 1908 entregó formalmente el curato del Tránsito, regresando a Córdoba el 30 de marzo y radicándose en Santa Rosa de Río Primero con sus hermanas. En 1910 escribió su testamento en esa Villa, en uno de cuyos fragmentos señaló: «que mis albaceas me hagan hacer con algún carpintero de esta Villa, un cajón sencillo, para que algo gane con esa obra, y colocando en él mi cadáver sea enterrado en el suelo en cualquier punto de la calle principal de la entrada del cementerio actual».
Vivió en Villa Santa Rosa hasta 1912. Luego decidió regresar a Villa del Tránsito a terminar con su última promesa: el ferrocarril que aún no había podido concretar. El 21 de octubre de 1912 se entrevistó con Hipólito Yrigoyen, para interesarlo en la construcción del ramal Soto Dolores. Luego viajó a Villa del Tránsito donde, por pedido de sus feligreses, permaneció hasta su muerte ocurrida el 26 de enero de 1914 en lo que hoy es el Museo Brocheriano. Tenía 73 años.
Fiel a su lenguaje popular, sus últimas palabras fueron:

Ahora tengo ya los aparejos listos pa'l viaje.
Cura Brochero

## La causa de canonización

### Inicio de la causa
El 17 de marzo de 1967, la Santa Sede autorizó que el proceso de canonización de José Gabriel Brochero se iniciara en la arquidiócesis de Córdoba, en lugar de la diócesis de Cruz del Eje en la que había fallecido.
El proceso de canonización incluyó la instrucción realizada en Córdoba (del 6 de noviembre de 1968 al 5 de junio de 1974), donde se recogieron 22 testimonios y otra efectuada en Cruz del Eje (del 6 de enero de 1970 al 8 de diciembre de 1972), en la cual testificaron 39 personas. A pesar del tiempo transcurrido, 53 de los 61 testimonios correspondieron a testigos de visu, es decir, que conocieron personalmente a Brochero y los 8 restantes de auditu. Este proceso detallado finalizó el 5 de junio de 1974. Al mismo tiempo, el 28 de noviembre de 1967 se iniciaron los procesos sobre los escritos de Brochero. Al momento de finalizar estos procesos el 30 de enero de 1974, se habían recogido 340 escritos de Brochero, cuyos originales en su mayoría se encuentran en el Archivo del Pbro. Pedro Aguirre López, entregado al Prof. Luis Hogan, y luego propiedad del Arzobispado de Córdoba. Otra colección de manuscritos importantes fue la de José Luis Moreda, propiedad de su familia. No obstante, la investigación posterior reveló la existencia de un centenar de escritos más. Remitidas a las Santa Sede, se abrieron las actas de los tres procesos el 18 de julio de 1974.

### Objeciones de los censores
Si bien no se presentaron objeciones propiamente dichas, los censores téologos evidenciaron cierta perplejidad ante los escritos de José Gabriel Brochero. Ambos censores manifestaron que algunas expresiones de Brochero se consideraban «vulgares», impropias de los santos. Uno de ellos señaló que «el cura Brochero era un hombre psicológicamente rudo, hecho que se manifiesta evidente en la manera ortográfica de escribir [...] Apenas encontramos una carta ortográficamente correcta». Brochero se había desempeñado como prefecto de estudios del Colegio-seminario mayor de Córdoba y se recibió de Maestro en Filosofía en la actualmente llamada Universidad Nacional de Córdoba, por lo que su lenguaje no respondía a falta de instrucción o incorrección ortográfica. Con todo, ambos censores coincidieron en afirmar que las expresiones de Brochero respondían a una deliberada intención pastoral de hacer comprensible el Evangelio a los serranos de Traslasierra, asumiendo sus expresiones para nada consideradas poco dignas en su extenso curato.

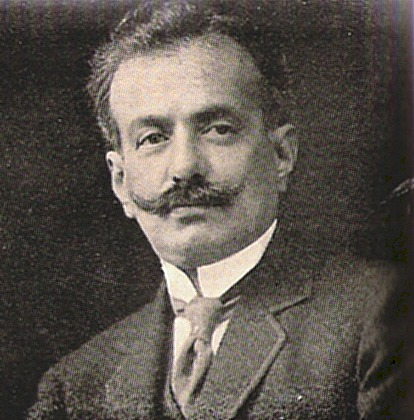
Ramón José Cárcano, historiador, abogado y político, dos veces gobernador de la provincia de Córdoba. Fue condiscípulo y admirador de Brochero. Siendo gobernador en 1916 y en consonancia con la opinión popular, dispuso que se cambiara el nombre de Villa del Tránsito por el de Villa Cura Brochero, al conmemorarse el segundo aniversario de la muerte del «cura gaucho».

Uno de los censores se preguntó además si el cura Brochero «hizo política». Se hacía mención de su amistad con políticos liberales, que databa de la época en que Brochero era estudiante en el Colegio-Seminario y en la Universidad de Córdoba. Miguel Juárez Celman, Ramón José Cárcano y otros habían sido condiscípulos suyos. Las investigaciones posteriores demostraron que Brochero se opuso a las disposiciones de inspiración liberal y que denunció la masonería presente en la política argentina. Además, los políticos que apoyaron su proyecto del ramal ferroviario Soto - Dolores pertenecían a diversas extracciones y no tuvo dificultad en enrostrar a sus amigos liberales su incoherencia cuando no cumplieron las leyes promulgadas. El censor expresó:

Encontramos un deber en casos similares, su intervención en política, por cuanto eso servía a iluminar aquellos serranos y a arrancarlos de la pobreza [...] Este era su único objetivo: hacer el bien a todos [...] Brochero era únicamente apóstol, ardiente evangelizador de los pobres, que «habría mandado al diablo sus instrumentos de apostolado»: caminos, ferrocarriles, escuelas, a la misma mula «Malacara» sobre la que recorrió miles de leguas a través de las montañas, si hubiera apenas advertido que todo eso no servía a su único objetivo: «ganar almas al Señor».

### Heroicidad de sus virtudes
El 3 de marzo de 1979, la Congregación para las Causas de los Santos emitió un decreto en el que reconocía que en los escritos de José Gabriel Brochero no había nada contrario a su proceso de canonización. En 1980 se publicó el Summarium, un compendio de las declaraciones de los testigos, y en 1982 se publicó la Informatio en que se señalaba el ejercicio extraordinario de las virtudes cristianas.
El cura Brochero fue declarado venerable en 2004, durante el pontificado de Juan Pablo II. El 7 de abril de 2009, el obispo Carlos José Ñáñez, señaló la respuesta que Juan Pablo II pronunció cuando se le explicó quién era Brochero:

«Entonces el cura Brochero sería el Cura de Ars de la Argentina»
Juan Pablo II

Lo mismo reiteró el obispo de Cruz del Eje, Santiago Olivera, el 4 de mayo de 2009, y más tarde el arzobispo de Santa Fe y presidente de la Conferencia Episcopal Argentina, José María Arancedo.

### Recuperación de Nicolás Flores y beatificación de Brochero

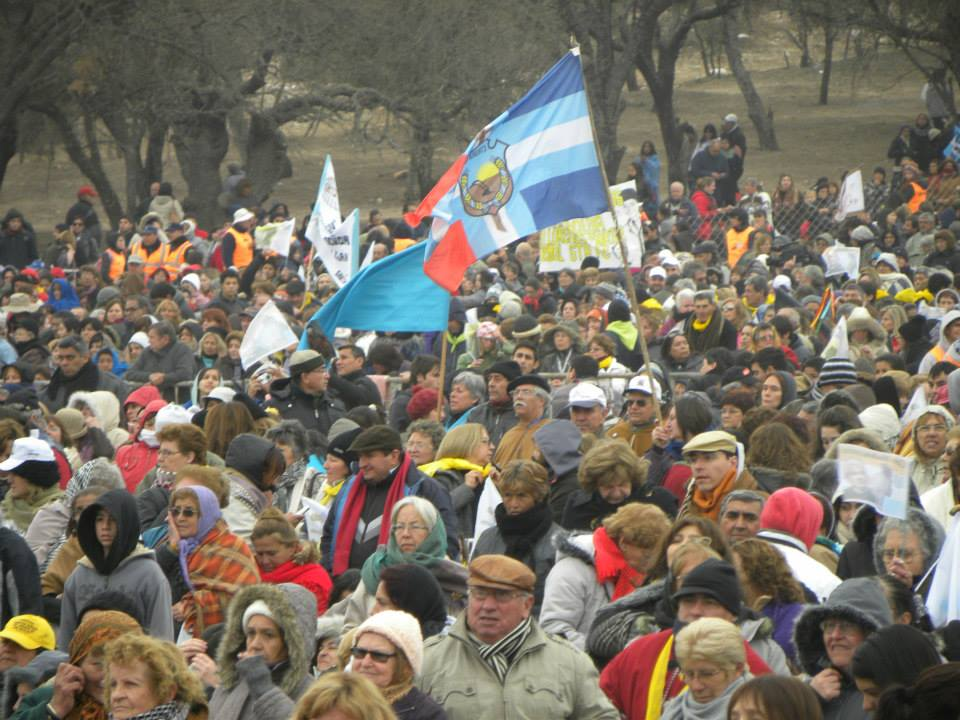
Beatificación de cura Brochero el 14 de septiembre de 2013.

En febrero de 2009 se inició en Córdoba un proceso que tuvo por objetivo analizar un presunto milagro atribuido a la intercesión del cura Brochero, proceso desarrollado por una comisión encabezada por el sacerdote Dante Simón. Se trataba de la recuperación del niño Nicolás Flores, que estuvo al borde de la muerte luego de tres paros cardiorrespiratorios, con pérdida de masa ósea del cráneo y masa encefálica como resultado de un accidente automovilístico sufrido en Falda del Cañete (Córdoba) el 28 de septiembre de 2000. Su padre, Osvaldo Flores, había pedido a Brochero que intercediera por la vida de Nicolás. El 7 de julio de 2012 se reunió una comisión de teólogos para observar el caso del supuesto milagro atribuido a la intercesión del venerable cura Brochero. Los integrantes se expidieron positivamente en forma unánime. En octubre se reunió en sesión ordinaria una comisión integrada por obispos y cardenales que estudiaron todo el proceso canónico y las conclusiones fueron elevadas al papa Benedicto XVI por el prefecto de la Congregación Pontificia para la Causa de los Santos, el cardenal Angelo Amato. El 20 de diciembre de 2012, Benedicto XVI firmó el decreto de beatificación que validaba el milagro de Brochero. La ceremonia de beatificación tuvo lugar en la pequeña localidad cordobesa de Villa Cura Brochero el 14 de septiembre de 2013, durante el pontificado del papa Francisco. La ceremonia fue presidida por el cardenal Angelo Amato, con la participación de unos 150 a 200 000 fieles según las estimaciones, unos 80 obispos —casi la totalidad del episcopado argentino- y unos 1200 sacerdotes. Asistieron asimismo el presidente de la Cámara de Diputados, Julián Domínguez; el secretario de Culto, Guillermo Olivieri, y el director de Culto Católico, Luis Saguier Fonrouge y el jefe de Gobierno la ciudad de Buenos Aires, Mauricio Macri. Como anfitriones estuvieron el gobernador de Córdoba, José Manuel de la Sota, y los intendentes de la ciudad de Córdoba y de varias ciudades del interior de esa provincia.
Al declararlo venerable, la Iglesia católica celebró primero su festividad el 26 de enero. Desde su beatificación se lo celebró el 16 de marzo, día de su nacimiento, por decisión del papa Francisco.

### El caso de Camila Brusotti y canonización de Brochero
La recuperación de la niña sanjuanina Camila Brusotti luego de haber sido golpeada por su madre y su padrastro y de sufrir un infarto masivo en el hemisferio cerebral derecho, se consideró como un hecho extraordinario por parte de una junta de siete médicos y como un milagro por parte de un tribunal eclesiástico de Roma. Según la Comisión Teológica, ese hecho se produjo por la intercesión de Brochero. El caso pasó luego por otras dos instancias de aprobación: una reunión plenaria de obispos y cardenales y la firma papal que dio lugar al consistorio para la canonización. El 22 de enero de 2016 el papa Francisco firmó el decreto que confirma un segundo milagro y el consistorio celebrado el 15 de marzo de 2016 fijó la fecha de su canonización.
El cura Brochero fue canonizado el 16 de octubre de 2016, en una celebración presidida por el propio Francisco. Así, Brochero se convirtió en la segunda persona nacida en Argentina y venerada como santa por la Iglesia católica —después de san Héctor Valdivielso Sáez— y en la primera persona canonizada que nació y murió en ese país.

## Algunas de sus obras
Sin dudas, la obra de José Gabriel Brochero es ingente, no solo por la cantidad de realizaciones, sino por haberse hecho en una de las zonas por entonces más aisladas y carentes de recursos materiales de la provincia de Córdoba, y por los medios con que el propio Brochero contó para efectuarlas, todo a lomo de mula primero, y de caballo después. En el decir de Roque Sanguinetti:

Sus logros espirituales no se pueden medir, pero lo que dejó por añadidura en aquel desierto de piedra resulta increíble. Ahí está ese gran edificio de la Casa de Ejercicios Espirituales a la que llevó en sucesivas tandas a más de 70 000 personas, frente a la plaza de la antigua Villa del Tránsito que hoy lleva su nombre: Villa Cura Brochero. Cambio de nombre que a él lo hubiera disgustado. Y el también notable Colegio de Niñas, para el que trajo en caballos a quince monjas desde Córdoba, monjas con las que después tuvo algunos conflictos. Y la iglesia de la Villa, y otras iglesias que construyó o restauró, y acueductos, canales y diques, y sesenta y seis caminos vecinales, cuando se arremangaba la sotana y trabajaba con su gente de sol a sol, como en su gran obra del camino de Soto a Villa Dolores o en los comienzos del ahora magnífico de las Altas Cumbres.
Roque Sanguinetti

Una lista de una treintena de sus obras fue eleborada por Carlos I. Heredia. Entre ellas se cuentan:
- En 1869 concluyó la obra de la iglesia de San Pedro iniciada en 1867 por el presbítero Francisco Aguirre.
- Concluyó la antigua iglesia de Villa del Tránsito y la reconstruyó en 1902 luego de que un tornado la dejara sin techo en 1896.
- Construyó la iglesia de San Vicente en 1872.
- Construyó la antigua iglesia de Las Rosas en 1872.
- Construyó la iglesia de Ciénega de Allende en 1882.
- Acondicionó la antigua iglesia de Nono.
- Construyó la parroquia de Panaholma, Córdoba, la cual fue su última obra.
- Construyó la Casa de Ejercicios Espirituales de Villa del Tránsito, inicia las obras en 1875 y en 1877 se dieron las primeras clases. La Casa de Ejercicios fue declarada monumento histórico nacional el 9 de mayo de 1974.

## Villa Cura Brochero y la «Cabalgata Brocheriana»

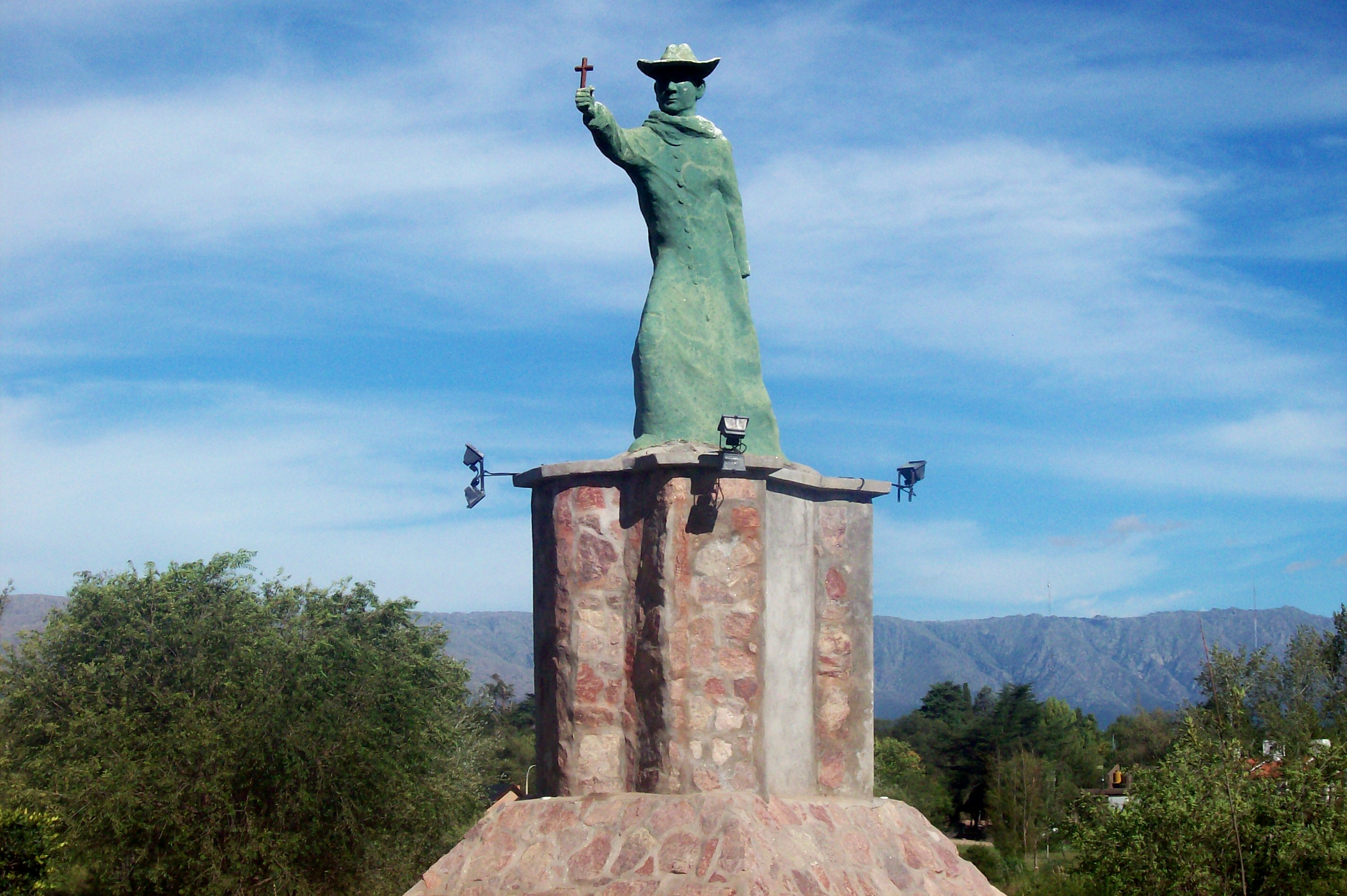
Monumento al cura Brochero, en Villa Cura Brochero.

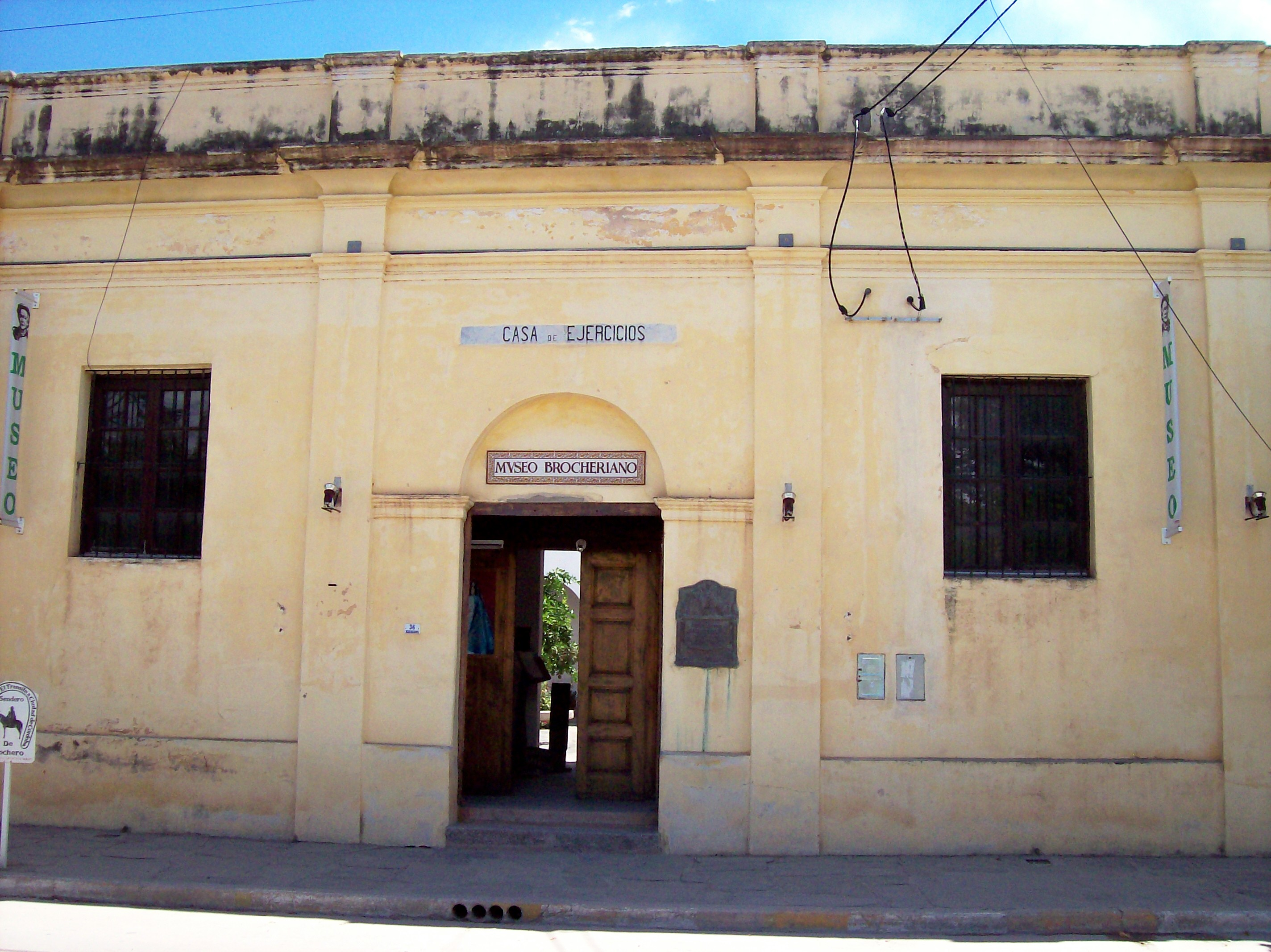
Frente del Museo Brocheriano, inaugurado en honor del cura Brochero en la villa homónima.

La intervención social que Brochero desplegó en forma simultánea con la espiritual fue de tal importancia que en 1916, apenas dos años después de su muerte, las autoridades políticas cambiaron el nombre del pueblo en el que vivía y que hasta entonces se llamaba Villa del Tránsito, rebautizándolo Villa Cura Brochero.
A partir del año 1997 La Asociación Cultural "La Vuelta del Guerrero" comenzó con las Cabalgatas Brocherianas, en las primeras cuatro cabalgatas, realizó los cuatro cruces topográficos y geodésicos recuperando los verdaderos Caminos de Herradura del Cura Brochero desde El Tránsito a Córdoba y en los cruces subsiguientes se realizó la marcacíon de los mismos con cartelería y colocación de monolitos y referencias históricas, las primeras 10 Cabalgatas Brocherianas tuvieron este objetivo, para conocer y valorizar la Gran Obra del Cura Gaucho. En la actualidad se realizan recorridos a manera de peregrinación, «Cabalgata Brocheriana». Estimativamente participan más de 500 jinetes a caballo, acompañados por 200 a 250 caminantes.

## Su vida en el cine y demás medios
En 1941 se estrenó la película El cura gaucho, que relata la vida del cura Brochero. Fue dirigida por Lucas Demare y protagonizada por Enrique Muiño en el rol de Brochero.
En 1982, el folclorista Carlos Di Fulvio grabó la cantata folclórica Canto Brocheriano a la memoria del presbítero José Gabriel Brochero, que luego sería grabada en una nueva versión en 1994 y saldría a la venta en forma de disco compacto en 1995.
En 2011, el Pbro. Mario Oscar Llanos publicó el libro Corazón de Tierra. Latido de Cielo. Testamento pastoral del Cura Brochero (Ediciones Didascalia, 458 pp).
En 2012, la cadena History Channel en un episodio de su serie Milagros Decodificados, habló sobre los milagros del cura Brochero.
En 2016, se estrenó en Argentina Cura Brochero, la película dirigida por Lorena Chuscoff y guion de Pablo Gómez. La película fue producida por Maranatha Asociación Civil, y grabada íntegramente en la Provincia de Córdoba.

## Homenajes
Además de Villa Cura Brochero, un barrio de la ciudad de Lincoln lleva el nombre del «cura gaucho». También se le asignó ese nombre a un pasaje del barrio de Villa Lugano, en la ciudad de Buenos Aires, y a otro pasaje en la ciudad de San Francisco, provincia de Córdoba. En octubre de 2018 se inauguró un monumento en homenaje a Brochero en la plaza General Paz de esa ciudad.